# 진자이촌 (오카야마현)
진자이촌(神在村)은 오카야마현 기비군에 설치되었던 촌이다. 현재의 소자시에 해당한다.

## 역사
- 1889년 6월 1일 - 정촌제 시행에 의해 가토군 진자이촌이 발족하였다.
- 1900년 4월 1일 - 군의 통합에 의해 기비군에 소속되었다.
- 1951년 4월 1일 - 소자정에 편입해 폐지되었다.